# Cratere Kafutchi
Kafutchi  è un cratere sulla superficie di Venere.